# Repubblica di Cina ai Giochi della XI Olimpiade
La Repubblica di Cina partecipò ai Giochi della XI Olimpiade, svoltisi a Berlino, Germania, dal 1º al 16 agosto 1936, con una delegazione di 54 atleti impegnati in sette discipline.

## Risultati

### Calcio
| Atleta | Classifica |                               |
| --- | --- | ----------------------------- |
| V · D · M Nazionale cinese · Calcio ai Giochi Olimpici Estivi 1936 P Pau K. P. · P Wong K. L. · D Chua B. L. · D Lee T. S. · D Mak S. H. · D Tam K. P. · C Chen Z. H. · C Lee K. W. · C Leung S. T. · C Leung W. C. · C Tsui A. F. · C Wong M. S. · A Cheuk S. K. · A Fung K. C. · A Ip P. W. · A Kia K. L. · A Lee W. T. · A Suen K. S. · A Zheng Q. L. · A Tio H. G. · A Tso K. S. · A Yeap C. E. · CT : Yan C. S. | 9° |                               |
| Nazionale cinese · Calcio ai Giochi Olimpici Estivi 1936 | |                               |
| P Pau K. P. · P Wong K. L. · D Chua B. L. · D Lee T. S. · D Mak S. H. · D Tam K. P. · C Chen Z. H. · C Lee K. W. · C Leung S. T. · C Leung W. C. · C Tsui A. F. · C Wong M. S. · A Cheuk S. K. · A Fung K. C. · A Ip P. W. · A Kia K. L. · A Lee W. T. · A Suen K. S. · A Zheng Q. L. · A Tio H. G. · A Tso K. S. · A Yeap C. E. · CT: Yan C. S.                                                                     | P Pau K. P. · P Wong K. L. · D Chua B. L. · D Lee T. S. · D Mak S. H. · D Tam K. P. · C Chen Z. H. · C Lee K. W. · C Leung S. T. · C Leung W. C. · C Tsui A. F. · C Wong M. S. · A Cheuk S. K. · A Fung K. C. · A Ip P. W. · A Kia K. L. · A Lee W. T. · A Suen K. S. · A Zheng Q. L. · A Tio H. G. · A Tso K. S. · A Yeap C. E. · CT: Yan C. S. | Repubblica di Cina (bandiera) |

### Pallacanestro
| Atleta | Classifica |
| --- | ---------- |
| V · D · M Nazionale cinese - Pallacanestro ai Giochi della XI Olimpiade Li · Mou · Shen · Wang H. · Wang S. · Wang Y. · Wang N. · Liu B. · Liu Y. · Cai · Yu · Feng · Xu · Yin · All. Dong Shouyi | 15°        |
| Nazionale cinese - Pallacanestro ai Giochi della XI Olimpiade |            |
| Li · Mou · Shen · Wang H. · Wang S. · Wang Y. · Wang N. · Liu B. · Liu Y. · Cai · Yu · Feng · Xu · Yin · All. Dong Shouyi                                                                         |            |